# Atletismo nos Jogos Olímpicos de Verão de 2024 - Revezamento 4x100 m feminino

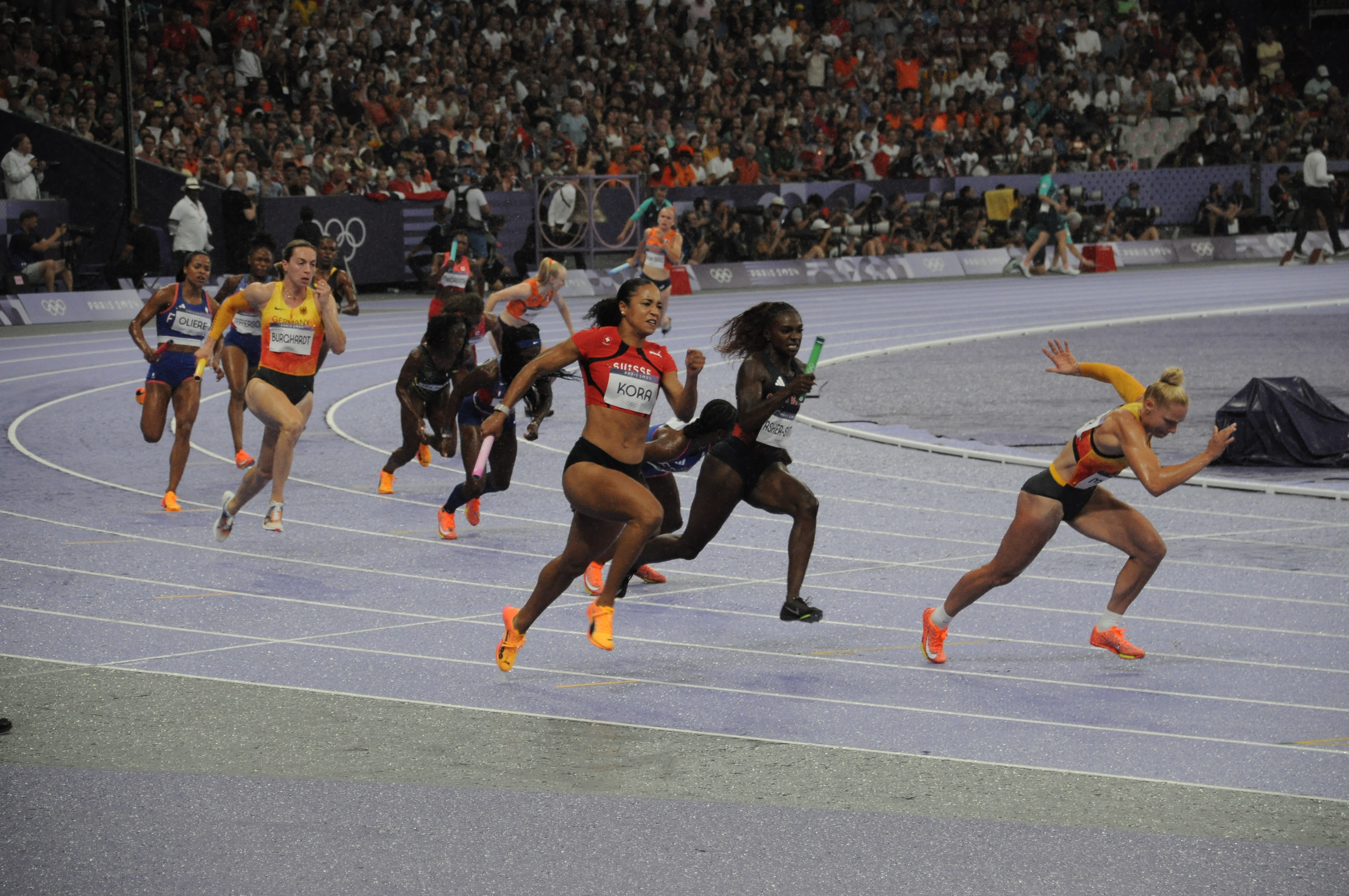
Velocistas durante a final

A prova do revezamento 4x100 m feminino do atletismo nos Jogos Olímpicos de Verão de 2024 ocorreu em 8 e 9 de agosto de 2024 no Stade de France, em Paris. Um total de 67 atletas de 16 Comitês Olímpicos Nacionais (CON) participaram do evento.

## Qualificação
Para o revezamento 4x100 metros feminino, o período de qualificação foi entre 1 de julho de 2023 e 30 de junho de 2024. Quatorze equipes se classificaram através da World Athletics Relays de 2024 e as duas vagas restantes foram concedidas às equipes com as melhores classificações no ranking da World Athletics durante o período de qualificaçao.

## Formato
O evento usa o formato de duas fases (primeira rodada e final). São duas baterias iniciais na primeira rodada, com as três primeiras equipes em cada uma e as duas com os melhores tempos no geral avançando para a final.

## Calendário
Horário local (UTC+2)
| Data                | Horário | Fase            |
| ------------------- | ------- | --------------- |
| 8 de agosto de 2024 | 11:10   | Primeira rodada |
| 9 de agosto de 2024 | 19:30   | Final           |

## Medalhistas
|  | USA Estados Unidos                                                     |  | GBR Grã-Bretanha                                                                          |  | GER Alemanha                                                               |
|  | Melissa Jefferson Twanisha Terry Gabrielle Thomas Sha'Carri Richardson |  | Dina Asher-Smith Imani-Lara Lansiquot Amy Hunt Daryll Neita Bianca Williams Desirèe Henry |  | Alexandra Burghardt Lisa Mayer Gina Lückenkemper Rebekka Haase Sophia Junk |

## Recordes
Antes desta competição, os recordes mundiais e olímpicos da prova eram os seguintes:
| Tipo | Atleta                                                                           | Tempo (s) | Local   | Data                 |
| ---- | -------------------------------------------------------------------------------- | --------- | ------- | -------------------- |
|      | Estados Unidos · (Tianna Madison, Allyson Felix, Bianca Knight, Carmelita Jeter) | 40.82     | Londres | 10 de agosto de 2012 |
|      | Estados Unidos · (Tianna Madison, Allyson Felix, Bianca Knight, Carmelita Jeter) | 40.82     | Londres | 10 de agosto de 2012 |

### Por região
| Região                             | Equipe (atletas)                                                                                | Tempo (s) |
| ---------------------------------- | ----------------------------------------------------------------------------------------------- | --------- |
| África                             | Costa do Marfim · (Murielle Ahouré-Demps, Marie-Josée Ta Lou, Jessika Gbai, Maboundou Koné)     | 41.90     |
| Ásia                               | China · (Lin Xiao, Li Yali, Liu Xiaomei, Li Xuemei)                                             | 42.23     |
| Europa                             | Alemanha Oriental · (Silke Möller, Sabine Rieger-Günther, Ingrid Auerswald-Lange, Marlies Göhr) | 41.37     |
| América do Norte, Central e Caribe | Estados Unidos · (Tianna Madison, Allyson Felix, Bianca Knight, Carmelita Jeter)                | 40.82     |
| Oceania                            | Austrália · (Ella Connolly, Bree Masters, Kristie Edwards, Torrie Lewis)                        | 42.48     |
| América do Sul                     | Brasil · (Evelyn dos Santos, Ana Cláudia Lemos, Franciela Krasucki, Rosângela Santos)           | 42.29     |

## Resultados

### Primeira rodada
As três primeiras equipes em cada bateria avançam à final (Q), assim como as duas equipes mais rápidas no geral (q).

#### Bateria  1
| Pos. | Raia | CON                 | Atletas                                                                         | Reação | Tempo | Notas     |
| ---- | ---- | ------------------- | ------------------------------------------------------------------------------- | ------ | ----- | --------- |
| 1    | 6    | USA Estados Unidos  | Melissa Jefferson, Twanisha Terry, Gabrielle Thomas, Sha'Carri Richardson       | 0.144  | 41.94 | Q         |
| 2    | 7    | GER Alemanha        | Sophia Junk, Lisa Mayer, Gina Lückenkemper, Rebekka Haase                       | 0.152  | 42.15 | Q,        |
| 3    | 2    | SUI Suíça           | Salomé Kora, Sarah Atcho-Jaquier, Léonie Pointet, Mujinga Kambundji             | 0.133  | 42.38 | Q,        |
| 4    | 5    | AUS Austrália       | Ella Connolly, Bree Masters, Kristie Edwards, Torrie Lewis                      | 0.153  | 42.75 |           |
| 5    | 8    | POL Polônia         | Magdalena Niemczyk, Krystsina Tsimanouskaya, Magdalena Stefanowicz, Ewa Swoboda | 0.156  | 42.86 |           |
| 6    | 4    | ITA Itália          | Zaynab Dosso, Dalia Kaddari, Irene Siragusa, Arianna De Masi                    | 0.159  | 43.03 |           |
|      | 3    | BEL Bélgica         | Rani Vincke, Rani Rosius, Elise Mehuys, Delphine Nkansa                         | 0.137  | DSQ   | TR 24.7   |
|      | 9    | CIV Costa do Marfim | Murielle Ahouré-Demps, Jessika Gbai, Maboundou Koné, Marie Josée Ta Lou-Smith   | 0.153  | DSQ   | TR 17.2.3 |

#### Bateria  2
| Pos. | Raia | CON                   | Atletas                                                                   | Reação | Tempo | Notas                |
| ---- | ---- | --------------------- | ------------------------------------------------------------------------- | ------ | ----- | -------------------- |
| 1    | 7    | GBR Grã-Bretanha      | Bianca Williams, Imani-Lara Lansiquot, Amy Hunt, Desirèe Henry            | 0.173  | 42.03 | Q                    |
| 2    | 6    | FRA França            | Orlann Oliere, Gémima Joseph, Hélène Parisot, Chloé Galet                 | 0.163  | 42.13 | Q                    |
| 3    | 9    | JAM Jamaica           | Alana Reid, Kemba Nelson, Shashalee Forbes, Tia Clayton                   | 0.164  | 42.35 | Q,                   |
| 4    | 8    | CAN Canadá            | Sade McCreath, Jacqueline Madogo, Marie-Éloïse Leclair, Audrey Leduc      | 0.140  | 42.50 | q,                   |
| 5    | 5    | NED Países Baixos     | Isabel van den Berg, Marije van Hunenstijn, Minke Bisschops, Tasa Jiya    | 0.157  | 42.64 | q                    |
| 6    | 4    | NGR Nigéria           | Justina Tiana Eyakpobeyan, Favour Ofili, Rosemary Chukwuma, Tima Godbless | 0.168  | 42.70 | Recorde da temporada |
| 7    | 3    | ESP Espanha           | Sonia Molina-Prados, Jaël Bestué, Paula Sevilla, María Isabel Pérez       | 0.183  | 42.77 | Recorde da temporada |
| 8    | 2    | TTO Trinidad e Tobago | Akilah Lewis, Sole Frederick, Sanaa Frederick, Leah Bertrand              | 0.156  | 43.99 |                      |

### Final
As três equipes mais rápidas conquistam as medalhas.
| Pos.              | Raia | CON                | Atletas                                                                   | Reação | Tempo | Notas                |
| ----------------- | ---- | ------------------ | ------------------------------------------------------------------------- | ------ | ----- | -------------------- |
| Medalha de ouro   | 5    | USA Estados Unidos | Melissa Jefferson, Twanisha Terry, Gabrielle Thomas, Sha'Carri Richardson | 0.155  | 41.78 | Recorde da temporada |
| Medalha de prata  | 8    | GBR Grã-Bretanha   | Dina Asher-Smith, Imani-Lara Lansiquot, Amy Hunt, Daryll Neita            | 0.177  | 41.85 | TR 17.3.3            |
| Medalha de bronze | 7    | GER Alemanha       | Alexandra Burghardt, Lisa Mayer, Gina Lückenkemper, Rebekka Haase         | 0.166  | 41.97 | Recorde da temporada |
| 4                 | 6    | FRA França         | Orlann Oliere, Gémima Joseph, Hélène Parisot, Chloé Galet                 | 0.156  | 42.23 |                      |
| 5                 | 4    | JAM Jamaica        | Alana Reid, Kemba Nelson, Shashalee Forbes, Tia Clayton                   | 0.143  | 42.29 | Recorde da temporada |
| 6                 | 3    | CAN Canadá         | Sade McCreath, Jacqueline Madogo, Marie-Éloïse Leclair, Audrey Leduc      | 0.129  | 42.69 |                      |
| 7                 | 2    | NED Países Baixos  | Isabel van den Berg, Marije van Hunenstijn, Minke Bisschops, Tasa Jiya    | 0.144  | 42.74 |                      |
|                   | 9    | SUI Suíça          | Salomé Kora, Sarah Atcho-Jaquier, Léonie Pointet, Mujinga Kambundji       | 0.134  | DSQ   | TR 24.7              |

Legenda
| Recorde mundial      | Recorde mundial (World record)               |                       | Recorde africano                      | Recorde africano (African) |                                           | Q | Classificado por posição (Qualified) |
| Recorde olímpico     | Recorde olímpico (Olympic record)            | Recorde da América    | Recorde da América (Americas)         | q                          | Classificado por melhor tempo (Qualified) |   |                                      |
| Melhor marca do ano  | Melhor marca do ano (World leading)          | Recorde asiático      | Recorde asiático (Asian)              | DNS                        | Não largou (Did not start)                |   |                                      |
| Recorde nacional     | Recorde nacional (National record)           | Recorde europeu       | Recorde europeu (European)            | DNF                        | Não terminou (Did not finish)             |   |                                      |
| Recorde pessoal      | Recorde pessoal do atleta (Personal best)    | Recorde da Oceania    | Recorde da Oceania (Oceania)          | DSQ / DQ                   | Desclassificado (Disqualified)            |   |                                      |
| Recorde da temporada | Recorde da temporada do atleta (Season best) | Recorde sul-americano | Recorde sul-americano (South America) | NM                         | Sem marca (No mark)                       |   |                                      |